# ستروبيري شورت كيك
ستروبيري شورت كيك هي شخصية مرخصة تملكها شركة American Greetings ، استخدمت في الأصل في بطاقات التهنئة وتوسعت لتشمل الألعاب، الملصقات، ومنتجات أخرى . بالإضافة إلى أن هناك خط إنتاج ألعاب لأصدقاء الشخصية وحيواناتها الأليفة.

## روابط خارجية
- ستروبيري شورت كيك على موقع ميوزك برينز (الإنجليزية)
- ستروبيري شورت كيك على موقع ديسكوغز (الإنجليزية)

- Strawberry Shortcake - official site
- Strawberry Shortcake Revival in 2009 at AnimationInsider.net
- Eperkés játékok Eperkés játékok